# Сироткин, Владимир Дмитриевич
Владимир Дмитриевич Сироткин (19 июля 1947 — 4 октября 2021, Саранск) — российский политический деятель. Депутат Государственной Думы второго созыва (1995—1999). Умер 4 октября 2021 года г.в г. Саранске.

## Биография
Образование высшее — окончил Мордовский государственный университет имени Н. П. Огарева, филолог.
Перед избранием в Государственную Думу был государственным советником Главы Республики Мордовия; заместитель Председателя Правительства Республики Мордовия.
Депутат Государственной Думы второго созыва от избирательного объединения "Всероссийское общественно-политическое движение «Наш дом — Россия». Член фракции Всероссийского общественно-политического движения «Наш дом — Россия». Член комитета ГД по труду и социальной политике.